# Valkkirivier
De Valkkirivier (Zweeds: Valkkijoki) is een beek die stroomt in de Zweedse  gemeente Kiruna. De beek verzorgt de afwatering van het meer Valkkijärvi. De rivier stroomt naar het westen en levert haar water af aan de Vittangirivier. Ze is circa 8 kilometer lang.
Afwatering: Valkkirivier → Vittangirivier → Torne → Botnische Golf